# Impensa
Impensa es un género de insecto coleóptero de la familia Chrysomelidae, descrito científicamente por primera vez en 1971 por Wilcox.

## Especies
- Impensa gibbosa (Jacoby, 1883)
- Impensa maculicollis (Laboissiere, 1932)